# Aichi AB-3
O Aichi AB-3 foi um hidroavião monomotor biplano de reconhecimento, construído no Japão pela empresa Aichi Kokuki e exportado para a China, onde foi usado pela Marinha da China. O modelo foi um desenvolvimento do Aichi AB-2.